# Menslage
Menslage is een gemeente in de Duitse deelstaat Nedersaksen. De gemeente maakt deel uit van de Samtgemeinde Artland in het Landkreis Osnabrück. Menslage telt 2.499 inwoners.
- Bibliothèque nationale de France: cb12203704t (data)
- Gemeinsame Normdatei: 4221514-6
- Library of Congress Control Number: nr89011333
- Nationale Bibliotheek van Israël: 987007538012805171
- Virtual International Authority File: 130617827
- WorldCat: E39PBJxMmWrvFq4JyqRfRyYgKd

Alfhausen · 
Ankum · 
Bad Essen · 
Bad Iburg · 
Bad Laer · 
Bad Rothenfelde · 
Badbergen · 
Belm · 
Berge · 
Bersenbrück · 
Bippen · 
Bissendorf · 
Bohmte · 
Bramsche · 
Dissen am Teutoburger Wald · 
Eggermühlen · 
Fürstenau · 
Gehrde · 
Georgsmarienhütte · 
Glandorf · 
Hagen am Teutoburger Wald · 
Hasbergen · 
Hilter am Teutoburger Wald · 
Kettenkamp · 
Melle · 
Menslage · 
Merzen · 
Neuenkirchen · 
Nortrup · 
Ostercappeln · 
Quakenbrück · 
Rieste · 
Voltlage · 
Wallenhorst